# Lupin Sansei - Master File
Lupin Sansei - Master File (ルパン三世 Master File?, Rupan Sansei Master File) è una raccolta di animazione e altro materiale su Lupin III, il ladro creato da Monkey Punch. È uscita in Giappone il 28 marzo 2012 sia in Blu-ray Disc che in DVD. Contiene anche un OAV inedito.

## Contenuto

### Rupan ikka seizoroi
Rupan ikka seizoroi (ルパン一家勢揃い?), lett. "Lo schieramento della famiglia di Lupin", è un OAV inedito, con uno stile che rimanda a quello della prima serie Le avventure di Lupin III, a partire dai vestiti dei vari personaggi.

#### Doppiaggio
| Personaggio                   | Doppiatore         |
| ----------------------------- | ------------------ |
| Arsenio Lupin III             | Kan'ichi Kurita    |
| Daisuke Jigen                 | Kiyoshi Kobayashi  |
| Fujiko Mine                   | Eiko Masuyama      |
| Goemon Ishikawa               | Makio Inoue        |
| Ispettore Zenigata            | Gorō Naya          |
| Uomo con la maschera di ferro | Chikao Ōtsuka      |
| Poliziotto A                  | Nobunaga Shimazaki |
| Poliziotto B                  | Sota Arai          |
| Poliziotto C                  | Ryōsuke Kanemoto   |

Inoue, Masuyama e Naya interpretano i loro personaggi per l'ultima volta in un anime di Lupin III, dato che erano già stati sostituiti da altri doppiatori a partire dallo special Il sigillo di sangue, la sirena dell'eternità. Ha un ruolo anche il doppiatore di Goemon nella prima serie, Ōtsuka.

### Interviste
Sono anche presenti diversi blocchi di interviste. Il primo, dal titolo "THE PERFORMERS", dedicato ai doppiatori Kan'ichi Kurita (Arsenio Lupin III), Kiyoshi Kobayashi (Daisuke Jigen), Makio Inoue (Goemon Ishikawa XIII), Eiko Masuyama (Fujiko Mine) e Gorō Naya (Koichi Zenigata), effettuato durante il doppiaggio di Rupan ikka seizoroi. Il secondo blocco vede parlare Yūji Ōno (compositore principale), Takeo Yamashita (compositore), Charlie Kosei (compositore nella prima serie) e Masaaki Ōsumi (regista). La voce narrante di quest'intervista è Miyuki Sawashiro (la nuova doppiatrice di Fujiko). Più avanti è presente un altro blocco dal titolo "Lupin III Chronicle" in cui gli intervistati sono Monkey Punch (creatore), Gisaburō Sugii (regista), nuovamente Masaaki Ōsumi (regista), Yasuo Ōtsuka (animatore), Junichi Iioka (sceneggiatore), Kōji Takeuchi (produttore), Sōji Yoshikawa (regista), Masato Matsumoto (produttore), Noboru Furuse (animatore, regista), Masaharu Okuwaki (regista), Toshio Nakatani (produttore) e Yū Kiyozono (produttore). La voce narrante di quest'ultimo blocco è Kōichi Yamadera (il nuovo doppiatore di Zenigata).

### Rupan Sansei 3DCG
Si tratta dell'episodio pilota di un'ipotetica serie dal titolo Rupan Sansei 3DCG (ルパン三世 ３DCG?), animato in  computer grafica 3D.

### Rupan Hassei
La prima tiratura in edizione limitata include anche l'episodio pilota di Rupan Hassei (ルパン8世? "Lupin VIII"), progetto di animazione del 1982 mai portato a termine, con il commento di Ryūsuke Hikawa.

### La donna chiamata Fujiko Mine
Vi sono anche degli estratti dall'ultima serie televisiva dedicata al ladro gentiluomo, La donna chiamata Fujiko Mine, con il commento di Yū Kiyozono.

## Fonti
- Lupin III Master File BD/DVD includerà un anime inedito., su animeclick.it, AnimeClick.it, 21 gennaio 2012. URL consultato il 23 gennaio 2012.
- (JA) アニメ化40周年記念「ルパン三世 Master File」発売 新作アニメも, su animeanime.jp, 20 gennaio 2012. URL consultato il 23 gennaio 2012.